# Mittermühl (Bogen)
Mittermühl ist ein Ortsteil der Stadt Bogen im niederbayerischen Landkreis Straubing-Bogen. Die Einöde liegt circa zwei Kilometer nordöstlich von Bogen und ist über die Staatsstraße 2139 zu erreichen. 
Am 1. Januar 1971 kam Mittermühl als Ortsteil der ehemals selbständigen Gemeinde Bogenberg zu Bogen.